# Phönix C.I
A Phönix C.I az Osztrák–Magyar Monarchia kétüléses felderítő repülőgépe volt az első világháborúban.

## Története
Az osztrák Phönix Flugzeugwerke licenc alapján gyártotta a német Hansa-Brandenburg C.II kétfedelű, kétüléses felderítő repülőgépet. A cég mérnökei ennek alapján tervezték meg a több szempontból javított saját változatukat. A kétfedelű gép felső szárnya valamivel nagyobb volt az alsónál és jellegzetes, V alakú tartók kötötték össze a kettőt. Erőteljes, 230 lóerős motorja 175 km/hrás sebességet tett lehetővé, amivel nagyobb magasságokban még a Sopwith Camelt is képes volt lehagyni; így nem feltétlenül volt szüksége vadászkíséretre a bevetéseken. Külsejében hasonlított a többi felderítő repülőgépre; nagy felületű hátsó vezérsíkja jó manőverezést tett lehetővé, futóműként pedig két viszonylag nagy kerék szolgált. A repülőt a felderítőgépeknél akkor még szokatlanul jól fegyverezték fel: nem csak a megfigyelő ülésénél volt egy forgatható, 8 mm-es Schwarzlose géppuska, hanem a motorház oldalára is felszereltek egy fix állásút, amit a pilóta működtetett.
1917-es szolgálatba állítása után az osztrák–magyar légierő elsődleges felderítő repülőgépe lett. Ezenkívül tüzérségi tűzirányítói, bombázói, földi támogatói feladatokat is képes volt ellátni. Szükség esetén négy 12 kg-os vagy két 25 kg-os bombát vihetett magával.
A hadvezetés 565 Phönix C.I-et rendelt; a háború végéig ebből a gyár 110-et készített el. A magyar Lloyd Repülőgépgyárnál és az Ungarische Flugzeugwerke AG-nál is megrendelték a típus gyártását, de a harctérre ezek már nem kerültek. Az utolsó Phönix C.I 1918. október 1-én került a csapatokhoz. A háború után a svéd légierő vásárolt 32 Phönix C.I-et.
A legsikeresebb olasz ászpilótát, a 34 légi győzelmet elért Francesco Baraccát egy Phönix C.I-es megfigyelője lőtte le 1918. június 19-én.

## Műszaki paraméterei
- személyzet: 2 fő

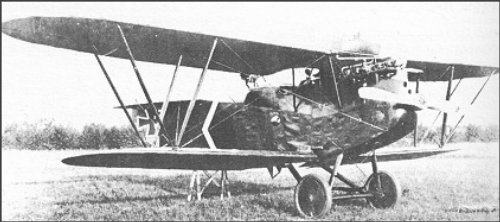

- szárnyfesztávolság: 11 m (felső), 8,6 m (alsó)
- törzshossz: 7,52 m
- magasság: 2,95 m
- üres súly: 820 kg
- felszállósúly: 1240 kg
- maximális sebesség: 175 km/h
- maximális magasság: 5400 m
- hatótáv: 260 km
- hajtómű: 1 db 230 lóerős hathengeres, soros, vízhűtéses Hiero 6 motor
- fegyverzet: 2 db 8 mm-es Schwarzlose géppuska

## Rendszeresítő országok
- Osztrák–Magyar Monarchia
- Svédország a háború után
- Magyarország a háború után
- Románia a háború után
- Jugoszlávia a háború után